# 1. Fußball-Club Saarbrücken 2022-2023
Questa voce raccoglie le informazioni riguardanti il 1. Fußball-Club Saarbrücken nelle competizioni ufficiali della stagione 2022-2023.

## Stagione
Nella stagione 2022-2023 il Saarbrücken, allenato da Uwe Koschinat e Rüdiger Ziehl, concluse il campionato di 3. Liga al 5º posto.

## Rosa
| N. |                      | Ruolo | Calciatore         |
| -- | -------------------- | ----- | ------------------ |
| 1  | Germania (bandiera)  | P     | Daniel Batz        |
| 4  | Germania (bandiera)  | D     | Pius Krätschmer    |
| 5  | Germania (bandiera)  | D     | Steven Zellner     |
| 6  | Germania (bandiera)  | C     | Mike Frantz        |
| 7  | Germania (bandiera)  | A     | Kasim Rabihic      |
| 8  | Germania (bandiera)  | C     | Manuel Zeitz       |
| 9  | Germania (bandiera)  | A     | Marvin Çuni        |
| 10 | Germania (bandiera)  | A     | Robin Scheu        |
| 11 | Germania (bandiera)  | A     | Julius Biada       |
| 13 | Germania (bandiera)  | P     | Julian Bauer       |
| 14 | Mozambico (bandiera) | D     | Boné Uaferro       |
| 16 | Germania (bandiera)  | D     | Bjarne Thoelke     |
| 17 | Germania (bandiera)  | D     | Dominik Becker     |
| 18 | Germania (bandiera)  | C     | Andy Breuer        |
| 19 | Germania (bandiera)  | A     | Justin Steinkötter |

| N. |                     | Ruolo | Calciatore             |
| -- | ------------------- | ----- | ---------------------- |
| 20 | Germania (bandiera) | A     | Julian Günther-Schmidt |
| 21 | Francia (bandiera)  | A     | Jael Mutombo Nyota     |
| 22 | Germania (bandiera) | D     | Dominik Ernst          |
| 24 | Germania (bandiera) | A     | Sebastian Jacob        |
| 25 | Germania (bandiera) | A     | Tobias Jänicke         |
| 26 | Germania (bandiera) | C     | Dave Gnaase            |
| 27 | Germania (bandiera) | D     | Calogero Rizzuto       |
| 28 | Germania (bandiera) | D     | Marcel Gaus            |
| 29 | Germania (bandiera) | D     | Lukas Boeder           |
| 30 | Germania (bandiera) | P     | Tim Paterok            |
| 31 | Germania (bandiera) | C     | Richard Neudecker      |
| 33 | Germania (bandiera) | C     | Luca Kerber            |
| 34 | Germania (bandiera) | D     | Frederik Recktenwald   |
| 37 | Germania (bandiera) | A     | Tim Walle              |
| 39 | Germania (bandiera) | A     | Adriano Grimaldi       |

## Organigramma societario
Area tecnica
- Allenatore: Rüdiger Ziehl
- Allenatore in seconda: Bernd Heemsoth, Yannic Thiel
- Preparatore dei portieri: Michael Weirich
- Preparatori atletici: Christoph Fuhr, Max Smith

## Calciomercato

### Sessione estiva
| Acquisti | Acquisti          | Acquisti               | Acquisti |
| R.       | Nome              | da                     | Modalità |
| -------- | ----------------- | ---------------------- | -------- |
| P        | Julian Bauer      | Eintracht Braunschweig |          |
| A        | Julius Biada      | Sandhausen             |          |
| C        | Andy Breuer       | Saarbrücken U17        |          |
| A        | Marvin Çuni       | Paderborn              |          |
| C        | Mike Frantz       | Hannover 96            |          |
| C        | Tim Korzuschek    | Alemannia Aquisgrana   |          |
| C        | Richard Neudecker | Monaco 1860            |          |
| P        | Tim Paterok       | Aalen                  |          |
| A        | Kasim Rabihic     | Verl                   |          |
| D        | Tobias Schwede    | Hansa Rostock          |          |

| Cessioni | Cessioni        | Cessioni             | Cessioni |
| R.       | Nome            | a                    | Modalità |
| -------- | --------------- | -------------------- | -------- |
| D        | Alexander Groiß | Bayreuth             |          |
| C        | Minos Gouras    | Jahn Ratisbona       |          |
| A        | Jalen Hawkins   | Ingolstadt 04        |          |
| P        | Marcel Johnen   | Alemannia Aquisgrana |          |
| A        | Marius Köhl     | Rot-Weiß Coblenza    |          |
| C        | Mario Müller    | Astoria Walldorf     |          |

### Sessione invernale
| Acquisti | Acquisti | Acquisti | Acquisti |
| R.       | Nome     | da       | Modalità |
| -------- | -------- | -------- | -------- |

| Cessioni | Cessioni | Cessioni | Cessioni |
| R.       | Nome     | a        | Modalità |
| -------- | -------- | -------- | -------- |

## Risultati

### 3. Liga

#### Girone di andata
| Arbitro: | Benen |

|                     |           |  |
| Grimaldi 90’ (rig.) | Marcatori |  |

| Arbitro: | Dingert |

|  |           |                                           |
|  | Marcatori | 51’ (rig.) Günther-Schmidt 83’ Krätschmer |

| Arbitro: | Eckermann |

|              |           |  |
| Grimaldi 90’ | Marcatori |  |

| Ingolstadt 13 agosto 2022, ore 14:00 CEST 4ª giornata | Ingolstadt 04 | 0 – 0 referto | Saarbrücken | Audi-Sportpark (4 366 spett.)\| Arbitro: \| Winter \| |
| Arbitro:                                              | Winter        |               |             |                                                       |

| Saarbrücken 20 agosto 2022, ore 14:00 CEST 5ª giornata | Saarbrücken | 0 – 0 referto | Erzgebirge Aue | Ludwigsparkstadion (9 458 spett.)\| Arbitro: \| Braun \| |
| Arbitro:                                               | Braun       |               |                |                                                          |

| Arbitro: | Schwengers |

|                       |           |                         |
| Heider 20’ Köhler 69’ | Marcatori | 10’ Neudecker 63’ Jacob |

| Arbitro: | Bacher |

|                      |           |                       |
| Jacob 22’ Kerber 65’ | Marcatori | 33’ Wurtz 88’ Prtajin |

| Arbitro: | Oldhafer |

|  |           |                                                    |
|  | Marcatori | 21’, 35’, 59’ Jacob 44’ Uaferro 51’ Çuni 87’ Biada |

| Arbitro: | Hempel |

|           |           |  |
| Götze 37’ | Marcatori |  |

| Arbitro: | Stegemann |

|                      |           |                      |
| Jänicke 59’ Çuni 64’ | Marcatori | 22’ Stark 63’ Wiklöf |

| Arbitro: | Willenborg |

|                |           |  |
| Martinovic 33’ | Marcatori |  |

| Arbitro: | Weisbach |

|                        |           |                               |
| Jacob 3’, 54’ Çuni 32’ | Marcatori | 79’ Krüger 90’ Assibey-Mensah |

| Arbitro: | Thomsen |

|            |           |                                            |
| Arslan 51’ | Marcatori | 34’ (rig.) Günther-Schmidt 63’ Steinkötter |

| Saarbrücken 29 ottobre 2022, ore 14:00 CEST 14ª giornata | Saarbrücken | 0 – 0 referto | Meppen | Ludwigsparkstadion (8 933 spett.)\| Arbitro: \| Gansloweit \| |
| Arbitro:                                                 | Gansloweit  |               |        |                                                               |

| Arbitro: | Braun |

|  |           |          |
|  | Marcatori | 47’ Çuni |

| Arbitro: | Greif |

|                                               |           |             |
| Çuni 8’ Günther-Schmidt 25’ Appiah 30’ (aut.) | Marcatori | 75’ Adetula |

| Arbitro: | Brombacher |

|             |           |                          |
| Steczyk 80’ | Marcatori | 74’ Grimaldi 76’ Uaferro |

| Arbitro: | Welz |

|                          |           |                                |
| Grimaldi 87’ Rabihic 90’ | Marcatori | 9’ Jander 22’ Girth 72’ Bitter |

| Arbitro: | Badstübner |

|  |           |                         |
|  | Marcatori | 22’ Rizzuto 54’ Uaferro |

#### Girone di ritorno
| Arbitro: | Bickel |

|                    |           |  |
| Sessa 21’ Otto 71’ | Marcatori |  |

| Arbitro: | Stegemann |

|  |           |                                                       |
|  | Marcatori | 32’, 40’ Schnellbacher 45’ (rig.) Woltemade 90’ Koffi |

| Arbitro: | Jürgensen |

|          |           |                          |
| Dams 13’ | Marcatori | 45’ Kerber 85’ Neudecker |

| Arbitro: | Schlager |

|                                           |           |                                |
| Kerber 8’ Günther-Schmidt 10’ Rabihic 54’ | Marcatori | 1’, 68’, 80’ Bech 51’ Testroet |

| Arbitro: | Stegemann |

|                        |           |             |
| Nəzərov 48’ Jonjic 80’ | Marcatori | 27’ Rizzuto |

| Arbitro: | Sather |

|                     |           |                             |
| Günther-Schmidt 45’ | Marcatori | 65’ Simakala 67’ Engelhardt |

| Arbitro: | Petersen |

|  |           |                          |
|  | Marcatori | 81’ Grimaldi 86’ Rabihic |

| Arbitro: | Gerach |

|                                                  |           |  |
| Neudecker 38’, 71’ Rabihic 46’, 68’ Grimaldi 83’ | Marcatori |  |

| Arbitro: | Schwengers |

|                         |           |  |
| Çuni 3’ Gnaase 36’, 58’ | Marcatori |  |

| Arbitro: | Jürgensen |

|             |           |          |
| Vermeij 90’ | Marcatori | 14’ Çuni |

| Arbitro: | Reichel |

|                        |           |             |
| Thoelke 49’ Boeder 54’ | Marcatori | 22’ Winkler |

| Arbitro: | Storks |

|                          |           |                   |
| Jansen 25’ Schneider 51’ | Marcatori | 78’, 84’ Grimaldi |

| Arbitro: | Waschitzki-Günther |

|                            |           |  |
| Grimaldi 28’ Neudecker 45’ | Marcatori |  |

| Arbitro: | Ballweg |

|            |           |  |
| Pourié 90’ | Marcatori |  |

| Arbitro: | Exner |

|                              |           |  |
| Günther-Schmidt 24’ Gaus 34’ | Marcatori |  |

| Arbitro: | Greif |

|  |           |                 |
|  | Marcatori | 85’ (rig.) Çuni |

| Arbitro: | Haslberger |

|                        |           |  |
| Neudecker 43’ Çuni 87’ | Marcatori |  |

| Arbitro: | Oldhafer |

|                                   |           |                         |
| Michelbrink 27’ Becker 41’ (aut.) | Marcatori | 38’ Rizzuto 56’ Rabihic |

| Arbitro: | Sather |

|                     |           |             |
| Gaus 1’ Rabihic 24’ | Marcatori | 19’ Philipp |

## Statistiche

### Statistiche di squadra
| Competizione | Punti | In casa | In casa | In casa | In casa | In casa | In casa | In trasferta | In trasferta | In trasferta | In trasferta | In trasferta | In trasferta | Totale | Totale | Totale | Totale | Totale | Totale | DR  |
| Competizione | Punti | G       | V       | N       | P       | Gf      | Gs      | G            | V            | N            | P            | Gf           | Gs           | G      | V      | N      | P      | Gf     | Gs     | DR  |
| ------------ | ----- | ------- | ------- | ------- | ------- | ------- | ------- | ------------ | ------------ | ------------ | ------------ | ------------ | ------------ | ------ | ------ | ------ | ------ | ------ | ------ | --- |
| 3. Liga      | 69    | 19      | 11      | 4       | 4       | 36      | 22      | 19           | 9            | 5            | 5            | 28           | 17           | 38     | 20     | 9      | 9      | 64     | 39     | +25 |
| Totale       | 69    | 19      | 11      | 4       | 4       | 36      | 22      | 19           | 9            | 5            | 5            | 28           | 17           | 38     | 20     | 9      | 9      | 64     | 39     | +25 |

### Andamento in campionato
| Giornata  | 1 | 2 | 3 | 4 | 5 | 6 | 7 | 8 | 9 | 10 | 11 | 12 | 13 | 14 | 15 | 16 | 17 | 18 | 19 | 20 | 21 | 22 | 23 | 24 | 25 | 26 | 27 | 28 | 29 | 30 | 31 | 32 | 33 | 34 | 35 | 36 | 37 | 38 |
| --------- | - | - | - | - | - | - | - | - | - | -- | -- | -- | -- | -- | -- | -- | -- | -- | -- | -- | -- | -- | -- | -- | -- | -- | -- | -- | -- | -- | -- | -- | -- | -- | -- | -- | -- | -- |
| Luogo     | C | T | C | T | C | T | C | T | T | C  | T  | C  | T  | C  | T  | C  | T  | C  | T  | T  | C  | T  | C  | T  | C  | T  | C  | C  | T  | C  | T  | C  | T  | C  | T  | C  | T  | C  |
| Risultato | V | V | V | N | N | N | N | V | P | N  | P  | V  | V  | N  | V  | V  | V  | P  | V  | P  | P  | V  | P  | P  | P  | V  | V  | V  | N  | V  | N  | V  | P  | V  | V  | V  | N  | V  |
| Posizione | 5 | 2 | 3 | 3 | 4 | 4 | 4 | 3 | 4 | 5  | 8  | 7  | 6  | 5  | 5  | 4  | 2  | 3  | 3  | 3  | 4  | 4  | 4  | 5  | 7  | 7  | 7  | 5  | 6  | 5  | 5  | 4  | 6  | 6  | 6  | 5  | 5  | 5  |

Legenda:

Luogo: C = Casa; T = Trasferta. Risultato: V = Vittoria; N = Pareggio; P = Sconfitta.

### Statistiche dei giocatori
| D. Batz            | 38 | 0 | 0 | 0 |
| J. Bauer           | 0  | 0 | 0 | 0 |
| D. Becker          | 15 | 0 | 0 | 0 |
| J. Biada           | 14 | 1 | 4 | 0 |
| L. Boeder          | 26 | 1 | 1 | 0 |
| A. Breuer          | 2  | 0 | 0 | 0 |
| M. Çuni            | 32 | 9 | 4 | 0 |
| D. Ernst           | 15 | 0 | 2 | 0 |
| M. Frantz          | 14 | 0 | 0 | 0 |
| M. Gaus            | 14 | 2 | 3 | 1 |
| D. Gnaase          | 33 | 2 | 9 | 0 |
| A. Grimaldi        | 33 | 9 | 4 | 0 |
| J. Günther-Schmidt | 37 | 6 | 4 | 0 |
| S. Jacob           | 11 | 7 | 0 | 0 |
| T. Jänicke         | 24 | 1 | 2 | 1 |
| L. Kerber          | 33 | 3 | 6 | 0 |
| P. Krätschmer      | 22 | 1 | 1 | 0 |
| R. Neudecker       | 35 | 6 | 7 | 0 |
| J. Nyota           | 0  | 0 | 0 | 0 |
| T. Paterok         | 0  | 0 | 1 | 0 |
| K. Rabihic         | 28 | 7 | 4 | 0 |
| F. Recktenwald     | 0  | 0 | 0 | 0 |
| C. Rizzuto         | 26 | 3 | 7 | 0 |
| R. Scheu           | 5  | 0 | 0 | 0 |
| T. Schwede         | 13 | 0 | 0 | 0 |
| J. Steinkötter     | 13 | 1 | 1 | 0 |
| B. Thoelke         | 29 | 1 | 8 | 0 |
| B. Uaferro         | 31 | 3 | 7 | 0 |
| T. Walle           | 0  | 0 | 0 | 0 |
| M. Zeitz           | 27 | 0 | 3 | 1 |
| S. Zellner         | 15 | 0 | 0 | 0 |